# In Rainbows
In Rainbows là album phòng thu thứ bảy của ban nhạc alternative rock Anh Radiohead. Album được ban nhạc tự phát hành vào 10 tháng 10 năm 2007 dưới dạng tải kĩ thuật số thông qua mô hình cho phép khách hàng tự định giá và trả tiền, sau đó dưới dạng đĩa CD thường ở nhiều nước vào tuần cuối của năm 2007. Album được phát hành ở Bắc Mỹ vào 1 tháng 2 năm 2008 bởi TBD Records. In Rainbows là đĩa nhạc đầu tiên của Radiohead sau khi họ chấm dứt hợp đồng với hãng EMI và đánh dấu sự kết thúc một khoảng thời gian dài nhất giữa hai album phòng thu trong sự nghiệp của họ.
Ghi âm với nhà sản xuất Nigel Godrich, Radiohead đã thực hiện In Rainbows trong hơn hai năm, bắt đầu từ đầu năm 2005. Giữa quá trình thu âm, ban nhạc đã lưu diễn tại châu Âu và Bắc Mỹ trong 3 tháng vào cuối năm 2006. Các sáng tác của In Rainbows mang tính riêng tư hơn tất cả các album khác của Radiohead, và ca sĩ chính Thom Yorke đã mô tả hầu hết bài hát như là những phiên bản của "các ca khúc quyến rũ" của anh. Radiohead đã kết hợp một loạt các phong cách âm nhạc và nhạc cụ khác nhau, sử dụng không chỉ nhạc cụ điện tử và bộ dây, mà còn cả piano, celesta, và ondes Martenot.
Sau khi ra mắt bản bán lẻ, In Rainbows đã leo lên bảng xếp hạng UK Albums Chart của Anh và Billboard 200 của Mỹ tại vị trí quán quân; cho đến tháng 10 năm 2008, album đã bán được hơn 3 triệu bản trên toàn cầu ở cả hai định dạng kĩ thuật số và đĩa nhựa. Album đã giành được sự khen ngợi rộng rãi của giới phê bình và được xem là một trong những album xuất sắc nhất của năm 2007 trên một số tạp chí. Vào năm 2009, đĩa nhạc đã giành hai giải Grammy cho "Album alternative xuất sắc nhất" và "Album đóng gói phiên bản giới hạn đặc biệt xuất sắc nhất" (Best Special Limited Edition Package). Vào năm 2012, album được xếp thứ 336 trong danh sách "500 album xuất sắc nhất mọi thời đại" của tạp chí Rolling Stone.

## Sản xuất

### Thu âm
Sau một khoảng thời gian nghỉ ngơi khỏi công việc sáng tác và ghi âm từ năm 2004, Radiohead bắt đầu thực hiện album phòng thu thứ bảy của họ và giữa tháng 2 năm 2005. Những phiên ghi âm định kỳ được bắt đầu vào tháng 8 năm 2005, và ban nhạc thỉnh thoảng lại cập nhật thông tin cho người hâm mộ về tiến triển của họ trên một blog mới, Dead Air Space Lưu trữ ngày 15 tháng 1 năm 2013 tại Wayback Machine. Việc thu âm tiếp diễn cho đến đầu năm 2006, nhưng các phiên làm việc vẫn rất chậm chạp. Dựa theo lời Yorke, "chúng tôi dành rất nhiều thời gian trong phòng thu mà chẳng đi đâu cả, làm lãng phí thời gian của chúng tôi, và điều đó thực sự, thực sự rất bực mình." Việc chậm trễ được cho là do sự khó khăn để lấy lại động lực sau thời gian nghỉ của họ, và việc thiếu đi một thời hạn và một nhà sản xuất để thúc đẩy mọi thứ tiến lên. Trong những phiên thu âm tháng 2 năm 2006, họ quyết định làm việc với nhà sản xuất Mark Stent thay cho Nigel Godrich, nhà đồng sản xuất của họ trong một thời gian dài. Tay bass Colin Greenwood, khi bình luận về quyết định của họ, đã nói "Nigel và ban nhạc nay đã biết nhau quá rõ, tất cả điều đó có một chút quá an toàn." Mặc dù ban nhạc đã viết một vài ca khúc mới vào lúc đó, không có ca khúc nào trong số đó được thực hiện trong những phiên thu âm với Stent, mà kết thúc sau đó vào tháng 4 năm 2006.

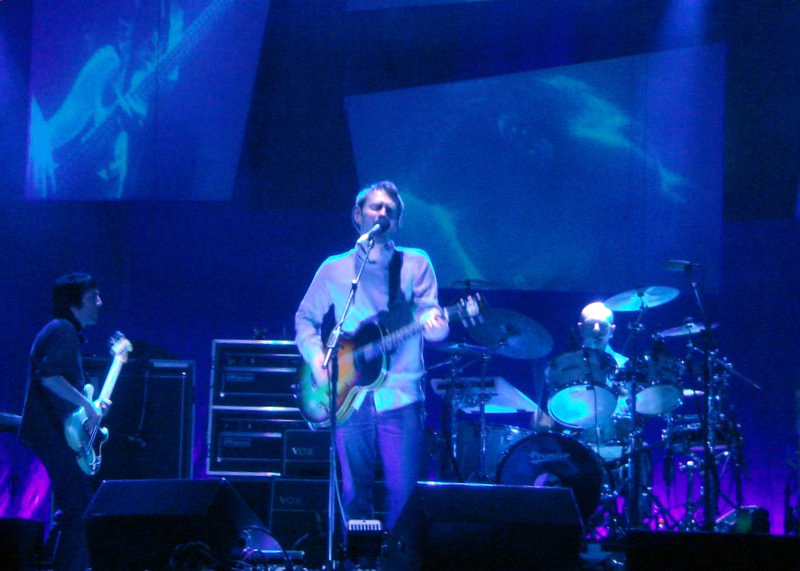
Radiohead biểu diễn trực tiếp tại Greek Theatre, Berkeley, California, trong tour diễn năm 2006

Ban nhạc quyết định đi lưu diễn một lần để, giúp đem đến cho họ một mục tiêu để hướng tới. Nhận xét về sự chuẩn bị của họ cho chuyến lưu diễn, Yorke nói: "bỗng nhiên tất cả mọi người đều tự nguyện và không có ai e ngại bởi vì bạn không phải ở trong phòng thu... nó cảm giác như trở lại tuổi 16 một lần nữa." Vào tháng 5 và tháng 6 năm 2006, Radiohead đã đi lưu diễn ở các thành phố lớn của Châu Âu và Bắc Mỹ, sau đó quay trở lại châu Âu để diễn cho một vài lễ hội âm nhạc vào tháng 8. Radiohead cũng chơi nhạc ở các địa điểm nhỏ như câu lạc bộ và nhà hát trong tour diễn, điều mà họ đã làm lúc ban đầu sự nghiệp trong một vài năm. Ban nhạc cũng chơi ở các lễ hội âm nhạc lớn hơn như V, nơi họ là ngôi sao của lễ hội, và Bonnaroo, nơi họ có một buổi biểu diễn trực tiếp dài nhất trong nhiều năm với 28 bài hát. Trong những buổi trình diễn trực tiếp, ban nhạc đã đưa vào những ca khúc mà họ đang thực hiện trong phòng thu.
Sau chuyến lưu diễn, ban nhạc đã khởi động lại các phiên thu âm với Godrich vào tháng 10 năm 2006, tại Tottenham Court House ở Marlborough, Wiltshire, một ngôi nhà chất lượng kém mà được tay ghita Ed O'Brien miêu tả là "một đống quê mùa cũ kỹ... crumbling at the seams." Công việc thu âm, trái ngược với sự bế tắc trong những phiên làm việc năm 2005, đã rất hiệu quả; những phiên bản cuối cùng của "Jigsaw Falling into Place" và "Bodysnatchers" đã được ghi âm tại ngôi nhà. Yorke nói trên Dead Air Space rằng ban nhạc "hiện tại đã bắt đầu đĩa nhạc một cách thích hợp... bắt đầu đi đến được một nơi nào đó, tôi nghĩ vậy." Những phiên ghi âm khác ở Halswell House, Taunton, và Hospital Studios của Godrich ở Covent Garden, nơi ban nhạc thu bài "Videotape" và cho ra phiên bản cuối cùng của "Nude", diễn ra vào cuối tháng 12 năm 2006. Vào giữa tháng 11 năm 2007, Radiohead quay trở lại những phiên ghi âm ở phòng thu của họ ở Oxfordshire, và bắt đầu đăng ảnh, lời bài hát, video và đoạn nhạc mẫu của các ca khúc mới lên Dead Air Space. Và cuối tháng 4, Yorke phát biểu rằng Radiohead đã có một CD với những chất liệu mà đã sẵn sàng để cân nhắc. Vào tháng 6, Godrich đăng những đoạn cắt của những ca khúc đã được mix lên Dead Air Space, bao gồm "Jigsaw Falling into Place" (được biết với tên "Open Pick" trong suốt những buổi biểu diễn năm 2006), "Down Is the New Up", "Bangers + Mash", "All I Need", "Faust Arp" and "Weird Fishes/Arpeggi". Quá trình ghi âm kết thúc vào tháng 6, và Bob Ludwig đã master album vào tháng 7 năm 2007 ở Gateway Mastering, thành phố New York.

### Âm nhạc và ca từ
Album gồm nhiều ca khúc mà đã từng được ra mắt lần đầu trong tour diễn năm 2006 của Radiohead, gồm có "15 Step", "Bodysnatchers", "All I Need", "Videotape", "Arpeggi" và "Open Pick" (hai bài cuối sau đã đổi tên lần lượt thành "Weird Fishes/Arpeggi" và "Jigsaw Falling into Place"). Nhạc phẩm "Nude", được biểu diễn trực tiếp lần đầu trong tour diễn quốc tế OK Computer, sau cùng cũng được phát hành trong In Rainbows với phần phối khí khác biệt. "Reckoner", được biểu diễn lần đầu năm 2001, cũng được đưa vào trong album, nhưng ở dưới dạng hoàn toàn khác; Yorke và tay ghita Jonny Greenwood đã tạo ra những chất liệu mới cho ca khúc và sau đó bỏ đi những chất liệu ban đầu.
Ở bài hát mở đầu, "15 Step", ban nhạc tranh thủ được sự giúp đỡ của một nhóm trẻ em đến từ Trường Âm nhạc và Trung tâm nghệ thuật Matrix ở Oxford. Colin Greenwood và Godrich ban đầu định ghi âm tiếng vỗ tay cho ca khúc, nhưng khi tiếng vỗ tay tỏ ra "không đủ tốt", họ quyết định ghi âm tiếng trẻ em reo hò để thay thế. "Bodysnatchers", bài hát được Yorke miêu tả là nghe như Wolfmother và "một chút giống như Neu! gặp được thể loại hippy rock tinh quái", và được ghi âm khi Yorke đang ở trong giai đoạn của "sự hưng cảm hiếu động".

### Mỹ thuật
Tác phẩm mỹ thuật (artwork) của In Rainbows được thiết kế bởi Stanley Donwood, người đã làm việc với Yorke trong việc thiết kế bìa album của Radiohead kể từ năm 1994. Donwood cũng làm việc trong phòng thu giống như Radiohead đang thực hiện album, điều cho phép không khí của âm nhạc được truyền tải vào trong phần mỹ thuật của album, và anh có thể thường xuyên đưa lên những hình ảnh vào trong phòng thu và trên máy tính phòng thu cho ban nhạc có thể tương tác và nhận xét. Anh hàng ngày cũng đăng những hình ảnh lên trang web của ban nhạc, dù không có hình nào trong số này được sử dụng trong phần mỹ thuật cuối cùng của album. Donwood đã thử nghiệm với kĩ thuật khắc a-xít, đặt những tấm hình in trong phòng hơi a-xít để cho ra những kết quả khác nhau, và ném sáp vào tờ giấy, tạo ra những hình ảnh chịu ảnh hưởng từ những tấm hình không gian của NASA. Donwood ban đầu định khai thác về chủ đề cuộc sống ngoại ô, nhưng nhận ra nói không phù hợp với chủ đề album, vì "đó là một đĩa nhạc đầy nhục cảm và tôi muốn làm một cái gì đó hữu cơ hơn." Miêu tả về bìa album, Donwood nói: "Nó rất nhiều màu sắc — Tôi cuối cùng đã lồng vào màu sắc! Đó là một cầu vồng nhưng nó rất độc hại, nó giống như cái loại mà bạn nhìn thấy trong một vũng nước." Ban nhạc quyết định không phát hành bìa đĩa cho phiên bản định dạng số của album, và muốn giữ nó lại cho phiên bản đĩa nhựa. Phiên bản "discbox" (hộp đĩa) của album cũng có một cuốn sách nhỏ chứa những hình mỹ thuật thêm vào do Donwood sáng tạo.

## Phát hành

### Phân phối
Sau khi hoàn thành bản hợp đồng sáu album với EMI kể từ đĩa nhạc năm 2003 Hail to the Thief, Radiohead nói sau khi hoàn thành In Rainbows rằng họ vẫn chưa quyết định cách thức phát hành chất liệu mới của họ. Có lúc, Yorke ám chỉ về khả năng phát hành đĩa đơn hoặc EPs thay vì là một album. Tuy nhiên, anh loại bỏ ý tưởng về việc chỉ phân phối qua Internet bởi anh cảm thấy một số người hâm mộ sẽ không đủ phương tiện kĩ thuật để mua album mới. Nhận xét về mối quan hệ của ban nhạc với EMI, Yorke nói, "Chúng tôi không có hợp đồng thu âm như vậy nữa... Những gì chúng tôi muốn là EMI trước đây quay trở lại, những nhà sản xuất vũ khí nhã nhặn tử tế, những người coi âm nhạc như một dự án phụ tốt đẹp, những người không quá bận tâm về các cổ đông. À vâng, không có nhiều cơ hội như thế." Ngay sau khi ban nhạc bắt đầu viết ca khúc mới cho album, Yorke nói với tạp chí Time, "Tôi thích những người ở công ty thu âm của chúng tôi, nhưng đây chính là lúc mà bạn tự hỏi xem tại sao bất cứ ai cũng cần một cái [công ty]. Và, vâng, nó có lẽ cũng sẽ cho chúng một ít niềm vui xấu xa để nói ‘Fuck you' với cái mô hình kinh doanh mục nát này." Radiohead giữ quyền sở hữu đối với các bản ghi âm và các sáng tác của In Rainbows. Phiên bản tải về và bản discbox của album được ban nhạc tự phát hành, trong khi với bản đĩa thông thường, ban nhạc đồng ý cấp phép quyền phát hành cho các hãng đĩa. Thỏa thuận cấp phép album đối với tất cả các bản phát hành tiếp tục được quản lý bởi nhà phát hành của ban nhạc, Warner Chappell Music Publishing.

### Định dạng và quảng bá
Vào 2 tháng 10 năm 2007, Jonny Greenwood thông báo bằng một bài viết ngắn gọn trên Dead Air Space, "Thật tốt, album mới đã hoàn tất, và nó sẽ xuất hiện trong 10 ngày nữa... Chúng tôi gọi nó là In Rainbows". Radiohead phát hành album dưới dạng bản tải cho những ai đặt hàng trên trang inrainbows.com từ ngày 10 tháng 10 năm 2007. Trong bài phỏng vấn trên tạp chí Wired, Yorke giải thích rằng "cả bốn [album] gần đây — bao gồm cả đĩa nhạc solo của tôi — đã bị rò rỉ. Cho nên ý tưởng giống như là, chúng tôi sẽ rò rỉ nó." Quản lý của Radiohead nói rằng họ sẽ không phát hành album như cách họ đã làm nếu họ không chắc chẳn rằng đĩa CD nhựa sẽ bán tốt. Viết về cách thức phát hành khá bất thường này, Jon Pareles của tờ The New York Times bình luận, "Đối với ngành kinh doanh thu âm đang bị nguy khốn, Radiohead đã đưa ra một thử nghiệm táo bạo nhất trong nhiều năm."

## Đón nhận

### Doanh thu và xếp hạng
Vào đầu tháng 10 năm 2007, người phát ngôn của ban nhạc thông báo rằng "hầu hết mọi người [đã trả với] giá bán lẻ thông thường và gần như không có ai cố mua [bản tải xuống] với giá một penny" và hầu hết người hâm mộ đã đặt trước bản discbox. Dẫn từ một nguồn thân cận với ban nhạc, Gigwise.com thông báo vào ngày phát hành trên mạng, album đã bán được 1,2 triệu bản. Tuyên bố này, tuy nhiên, đã bị bác bỏ bởi người quản lý ban nhạc Bryce Edge rằng đã "phóng đại quá mức". Theo một thống kê trên Internet được Record of the Day thực hiện với 3.000 người, khoảng 1/3 những người tải xuống album đã không trả gì, và giá trung bình được trả là 4 đô la. Khi được hỏi trong bài phỏng vấn với tờ The Observer vào tháng 12 năm 2007 về số lượng hộp đĩa được đặt trước, những thành viên ban nhạc trả lời với các con số khác nhau, dao động từ 60.000 đến 80.000. Vào tháng 10 năm 2008, một báo cáo từ Warner Chappell tiết lệ rằng dù hầu hết mọi người không trả gì cho bản tải về, số lượng đặt trước lại đem lại nhiều lợi nhuận hơn cả tổng số tiền bán Hail to the Thief. Báo cáo cũng khẳng định phiên bản discbox đã bán được tổng cộng 100.000 đĩa.
Doanh số tải trực tuyến và bản "discbox" không đủ điều kiện để được tính vào trong bảng xếp hạng UK Albums Chart bởi vì trang web không phải là một nhà bán kẻ đã đăng ký với bảng xếp hạng. Trong tuần phát hành bản bán lẻ đầu tiên, In Rainbows đã leo lên vị trí số một trên UK Album Chart, với lượng bán hàng trong tuần đầu là 44.602 bản. Album cũng lọt vào Billboard 200 ở vị trí số 156 do những vi phạm về "street date" (đĩa bán ra trước ngày phát hành do nhà sản xuất ấn định), nhưng sau đó đã nhảy lên vị trí quán quân vào tuần tiếp theo. Đĩa nhạc đã bán được 122.000 bản ở Mỹ trong tuần đầu tiên kể từ ngày phát hành chính thức, dựa trên thống kê của SoundScan, khiến nó album độc lập thứ 10 đạt được vị trí đứng đầu Billboard 200. Vào tháng 10 năm 2008, nhà phát hành của ban nhạc, Warner Chappell Music Publishing, tiết lộ rằng album đã bán được hơn 3 triệu bản (bao gồm cả doanh số bản đĩa nhựa và kỹ thuật số) tính từ ngày ra mắt bản đĩa nhựa album vào tháng 1. Phiên bản đĩa vinyl của In Rainbows cũng là album vinyl bán chạy nhất của năm 2008.
Các đĩa đơn từ album "Jigsaw Falling into Place", "Nude" và "Reckoner" đã được phát hành tại Anh vào đầu năm 2008; đạt được lần lượt các vị trí số 30, 21 và 74 trên UK Singles Chart. Ở Hoa Kỳ, "Nude" nhận được vị trí số 37 trên Billboard Hot 100, và cũng là đĩa đơn đầu tiên của Radiohead xuất hiện trên Billboard Pop 100 leo lên được vị trí 35. Ca khúc trong album, "Bodysnatchers" cũng đạt vị trí số 8 trên bảng xếp hạng Hot Modern Rock Tracks của Mỹ. "Jigsaw Falling into Place" có thành tích kém hơn, chỉ leo lên được số 69 khi được phát song trên các đài phát thanh chuyên về alternative rock.

## Danh sách nhạc phẩm
| Tất cả các ca khúc được viết bởi Radiohead.\| STT \| Nhan đề \| Thời lượng \| \| --- \| --------------------------- \| ---------- \| \| 1. \| "15 Step" \| 3:58 \| \| 2. \| "Bodysnatchers" \| 4:02 \| \| 3. \| "Nude" \| 4:15 \| \| 4. \| "Weird Fishes/Arpeggi" \| 5:18 \| \| 5. \| "All I Need" \| 3:48 \| \| 6. \| "Faust Arp" \| 2:09 \| \| 7. \| "Reckoner" \| 4:50 \| \| 8. \| "House of Cards" \| 5:28 \| \| 9. \| "Jigsaw Falling into Place" \| 4:09 \| \| 10. \| "Videotape" \| 4:42 \| Bài hát thêm trong phiên bản giới hạn 1. "Jigsaw Falling into Place" – 4:09 2. "Down Is the New Up" (Trực tiếp, From The Basement) – 5:07 3. "Last Flowers" (Trực tiếp, From The Basement) – 4:11 | The original discbox release of the album included a second disc, which contains eight additional tracks. It is 26:55 in duration. On ngày 9 tháng 6 năm 2009, Radiohead made the tracks from this disc available for download at their "w.a.s.t.e." online store, and a pressing released contains both CDs without the original box. 1. "MK 1" – 1:03 2. "Down Is the New Up" – 4:59 3. "Go Slowly" – 3:48 4. "MK 2" – 0:53 5. "Last Flowers" – 4:26 6. "Up on the Ladder" – 4:17 7. "Bangers + Mash" – 3:19 8. "4 Minute Warning" – 4:04 |            |
| STT | Nhan đề | Thời lượng |
| 1. | "15 Step" | 3:58       |
| 2. | "Bodysnatchers" | 4:02       |
| 3. | "Nude" | 4:15       |
| 4. | "Weird Fishes/Arpeggi" | 5:18       |
| 5. | "All I Need" | 3:48       |
| 6. | "Faust Arp" | 2:09       |
| 7. | "Reckoner" | 4:50       |
| 8. | "House of Cards" | 5:28       |
| 9. | "Jigsaw Falling into Place" | 4:09       |
| 10. | "Videotape" | 4:42       |

## Đội ngũ thực hiện
Radiohead
- Colin Greenwood
- Jonny Greenwood
- Ed O'Brien
- Phil Selway
- Thom Yorke (cũng tham gia thực hiện artwork với nghệ danh 'Dr. Tchock')

Ê-kíp
- Stanley Donwood – bìa album
- Nigel Godrich – sản xuất, mix, kĩ thuật
- Dan Grech-Marguerat – kĩ thuật
- Bob Ludwig – master
- Dàn đồng ca trẻ em Trường Âm nhạc Matrix – đồng ca trong "15 Step"
- The Millennia Ensemble – bộ dây
- Hugo Nicolson – kĩ thuật
- Graeme Stewart – tiền sản xuất
- Richard Woodcraft – kĩ thuật

## Xếp hạng
| Chart                          | Peak position |
| ------------------------------ | ------------- |
| UK Albums Chart                | 1             |
| US Billboard 200               | 1             |
| Australian ARIA Albums Chart   | 2             |
| Canadian Albums Chart          | 1             |
| French Albums Chart            | 1             |
| Irish Albums Chart             | 1             |
| New Zealand RIANZ Albums Chart | 2             |
| Germany Albums Chart           | 8             |
| Japan Oricon Albums Chart      | 11            |